# Pieter Siert Wiersema
Pieter Siert Wiersema (Zijldijk, 25 september 1896 – Spijk, 8 februari 1958) was een Nederlands politicus.
Hij werd geboren in de Groningse gemeente 't Zandt als zoon van Geert Wiersema (1869-1930, landbouwer) en Anje Wiersema (1872-1954). Zelf was hij landbouwer in de buurtschap Spijk voor hij in 1939 benoemd werd tot burgemeester van Bierum. In 1944 besloot hij onder te duiken en kreeg de gemeente een NSB'er als burgemeester. Na de bevrijding keerde Wiersema terug als burgemeester van Bierum dat zwaar geleden had tijdens de oorlog. Begin 1958 overleed hij tijdens zijn burgemeesterschap op 61-jarige leeftijd.